# 生活街道

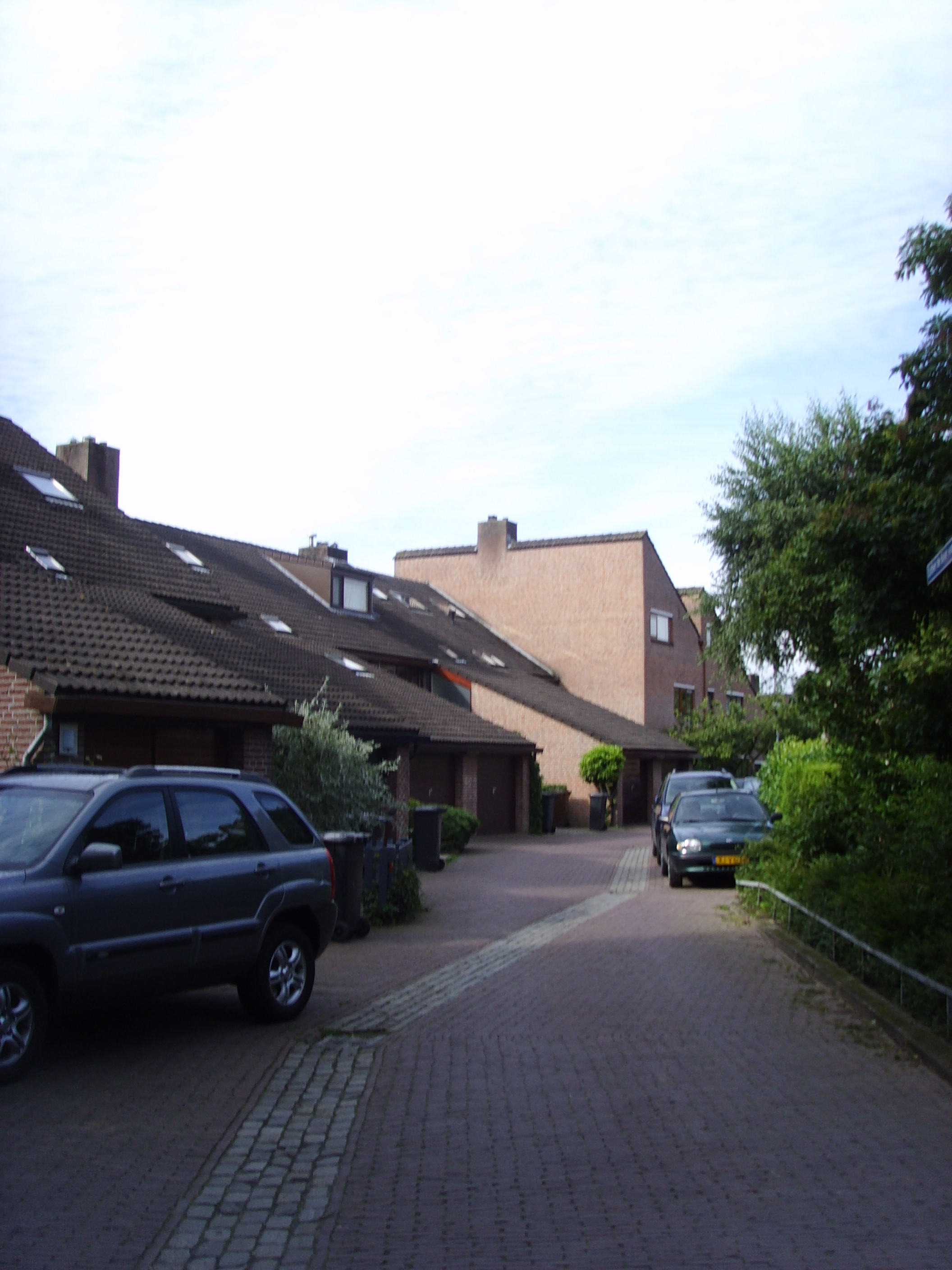
烏特勒支的生活街道

生活街道（荷蘭語：woonerf）是自荷蘭發源的生活化道路，當中包含共享空间、交通寧靜化和车速限制等概念，後在比利时佛兰德等地也能看見。
Woonerf的概念在英國稱為Home zone，但部分出版品亦會使用Woonerf。

## 词源
Woonerf為荷兰语，字面意思是生活庭院或住宅區。

## 歷史

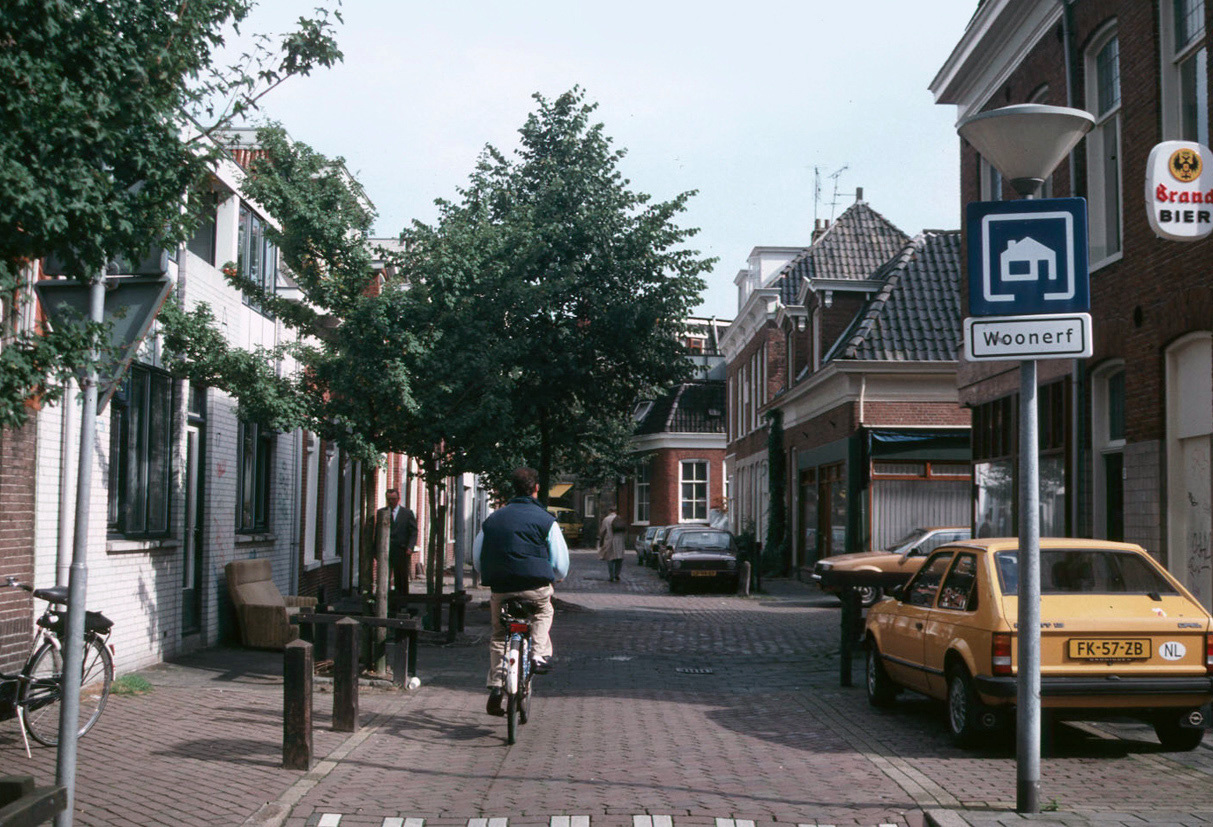
古老的荷兰街道改造為Woonerf

自從汽車發明以來，城市的建設便主要以適應汽車使用為導向。
Woonerf最初是由荷蘭台夫特的居民創造，他們在深夜拆除街道鋪面，藉此讓汽車不得不放慢速度以避開障礙物。Woonerf的複數形式為Woonerven，並於1976年被納入荷蘭的國家街道設計標準中。
1970年代，荷蘭埃門整個地區被規劃為大型生活街道。
到了1999年，荷蘭已有超過6000個生活街道，而如今約有200萬荷蘭人居住在其中。由專業人士與在地居民組成的WoonERFgoed，他們透過推廣生活街道以促進居民生活品質。
然而一篇2006年報導指出，埃門的赫塞爾特布林克（Hesselterbrink）社區的居民對生活街道感到失望，因為該原則已變質為另一種交通工程措施，「幾乎只剩下標誌與統一的規格標準」。如今，他們已改採共享空間理念，重新思考居住街的意義。他們表示：「我們現在明白，駕駛者應轉變為社區居民。眼神交流與人際互動，比起交通標誌與規則，更能有效創造並維持一個安全、宜人的環境。」

## 規則

### 比利时

交通標誌顯示進入生活街道或更廣義的「erf」開始。

比利時《道路交通守則》（Wegcode）第2.32條對Woonerf與更通用的「erf」以及其交通標誌做出定義：Woonerf以住宅用途為核心；而「erf」則可具有其他主要用途，如「工藝、商業、觀光、教育與休閒」等。
根據《道路交通守則》第22bis條，規定了在（woon）erf中哪些行為是允許的、哪些是不被允許的
在「erf」與「woonerf」內：
- 行人可使用整條公共道路，亦允許玩耍活動。
- 駕駛人不得危及或妨礙行人；如有必要，必須停車讓行。此外，對於兒童駕駛人需格外小心。
- 行人也不得無故妨礙交通。
- 車速限制為每小時20公里。
- 除非有明顯標示外禁止停車，標示包含不同顏色的鋪面、「P」字樣或交通標誌允許停車。

### 荷兰
根據荷蘭《1994年道路交通法》（Wegenverkeerswet 1994）第44條，在生活街道或「休閒區」（Recreation area）中，機動車輛的最高速限為每小時15公里。

## 外部連結
- 案例研究：加州主动交通安全信息页面的Woonerf （加州大学伯克利分校）
- Woonerf 到底是什么？ （Canin Associates）